# Carpinus shimenensis
Carpinus shimenensis — вид квіткових рослин з родини березових. Поширення: Китай (Хунань).

## Середовище
Про середовище існування або екологію цього виду доступно мало інформації. Загрози для цього виду невідомі